# Nordkoreas ambassad i Stockholm
Nordkoreas ambassad i Stockholm ligger på Lidingö vid Norra Kungsvägen 39, i kommundelen Islinge. Ambassaden upprättades 1974 och låg då på Villagatan 17. 1988 flyttade den till nuvarande adress. Diplomatkoden på beskickningens bilar är BA.
Den nordkoreanska ambassaden har vid flera tillfällen varit inblandad i smuggelskandaler.

## Beskickningschefer
| Namn           | Period    | Funktion       |
| -------------- | --------- | -------------- |
| Ma Si Tu       | 1998–2008 | S.f Ambassadör |
| Ri Hui Cho     | 2008–2012 | Ambassadör     |
| Pak Kwang Chol | 2012–2014 | Ambassadör     |
| Yong Dok Kang  | 2014–2018 | Ambassadör     |
| Ri Won Guk     | 2018–     | Ambassadör     |